# Kalipucang Wetan (Welahan)
Kalipucang Wetan is een bestuurslaag in het regentschap Jepara van de provincie Midden-Java, Indonesië. Kalipucang Wetan telt 9457 inwoners (volkstelling 2010).